# 爱情的一页
《爱情的一页》（法語：Une page d'amour）是爱弥尔·左拉20部长篇小说系列《卢贡-马卡尔家族》中的第八部小说，该书于1877年至1878年连载，1878年出书。小说描写法兰西第二帝国巴黎郊区的小资产阶级。这部小说的中心人物是埃莱娜，在《卢贡家族的命运》中首次出场，是马卡尔家的女儿。

## 情节
故事发生在1854-1855年。小说开始时，埃莱娜已经守寡18个月，和她11岁的女儿让娜住在巴黎郊区帕西。她的丈夫在他们从马赛抵达的第二天就病倒了，八天后去世。埃莱娜母女只去过巴黎三次。从他们家的窗户，他们可以看到整个城市，在整个小说中，这座城市呈现出一种梦幻般的、异国情调的、浪漫但难以接近的性格。小说开幕当晚女儿让娜病发，邻居德贝勒医生挽救了女孩的生命。因此两家成了亲密的朋友。埃莱娜爱上了医生，但是嫉妒的让娜不接受母亲爱上别人，受到刺激身亡。最后，埃莱娜嫁给了亡夫的旧友、儒勒神甫的弟弟朗博先生。